# Александрович Степан Гусейнович
 Степа́н Гусе́йнович Александро́вич (біл. Сцяпан Хусейнавіч Александровіч; *  *15 грудня 1921, селище Копиль, нині смт Мінської області Білорусі — † 1 травня 1986, Мінськ) — білоруський письменник і літературознавець. Доктор філологічних наук (1972). Член Спілки письменників Білорусі (від 1955 року).
Досліджквав білоруські і українські літературні зв'язки.
Александрович приділив значну роль вивченню творчості Тараса Шевченка. Йому належать статті «Т. Г. Шевченко і Янка Купала», «Тарас Шевченко і Білорусь» (обидві — 1958), «Любов Білорусі» (1964) та інші.